# ووخوو
ووخوو (به چکی: Vochov) یک منطقهٔ مسکونی در جمهوری چک است که در ناحیه پلزن-شمالی واقع شده‌است. ووخوو ۵٫۴۲ کیلومتر مربع مساحت و ۵۸۶ نفر جمعیت دارد و ۳۵۶ متر بالاتر از سطح دریا واقع شده‌است.